# Ateisme implícit i explícit
L'ateisme implícit i explícit són una subcategoria o subconjunt de l'ateisme, ambdós termes encunyats per George H. Smith. L'ateisme implícit pot ser definit per Smith com "l'absència de creença teista sense un rebuig conscient de la mateixa". L'ateisme explícit es defineix llavors com "l'absència de creença teista a causa del rebuig conscient del mateix". Els ateus explícits han considerat l'existència de deïtats i han rebutjat la creença en ella. Els ateus implícits, llavors, no han donat molta o cap consideració a l'existència de deïtats, o, encara que no creuen en elles, no han rebutjat la fe.